# Britta Becker
Britta Becker, född den 11 maj 1973 i Rüsselsheim, Tyskland, är en tysk landhockeyspelare.
Hon tog OS-silver i damernas landhockeyturnering i samband med de olympiska landhockeytävlingarna 1992 i Barcelona.